# Santanaraptor
Santanaraptor là một chi khủng long, được Kellner mô tả khoa học năm 1999.